# Tashika ni
たしかに - Tashika ni es el séptimo sencillo de Angela Aki, y el último antes de su segundo álbum, Today. Se ha usado como canción publicitaria para la compañía de móviles "au". Se puso a la venta el 11 de julio de 2007 y fue descrita como una canción de verano.
Éste sencillo tampoco tuvo versión especial con DVD.

## Lista de canciones[1]
1.- たしかに - Tashika ni 
2.- たしかに - Tashika ni (versión piano)

## Posiciones en las listas de Oricon
Sus ventas han sido muy bajas comparado con singles anteriores, habiendo vendido, hasta el 30 de julio 11.210 copias, su sencillo con menos ventas hasta el momento.
| Lun | Mar | Mie | Jue | Vie | Sab | Dom | Puesto semanal | Ventas |
| --- | --- | --- | --- | --- | --- | --- | -------------- | ------ |
| -   | 13  | 11  | 16  | 17  | 13  | 18  | 15             | 8,143  |
| 17  | 35  | -   | 41  | 41  | 43  | 39  | 43             | 3,067  |
| 32  | -   | -   | -   | -   | -   | -   | x              | x,xxx  |

Ventas totales: 11.210